# Verband deutscher Soldaten

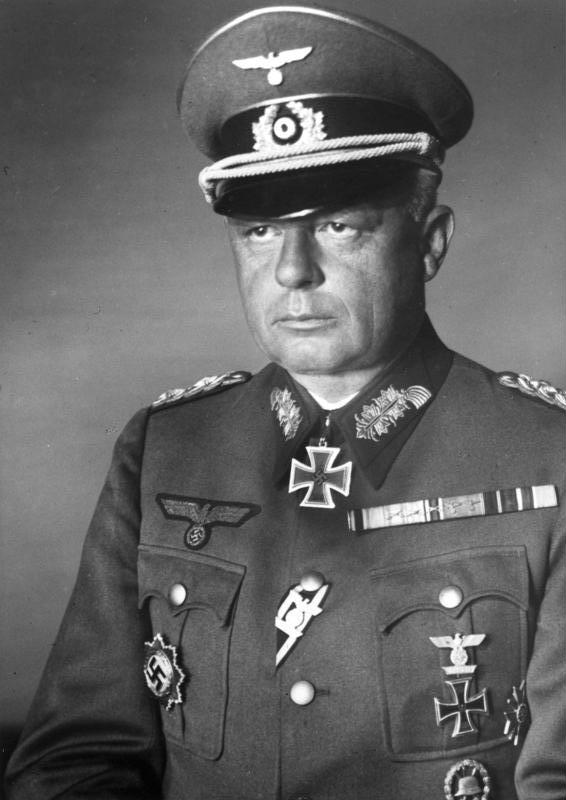
Johannes Frießner, der erste Vorsitzende des VdS, 1943

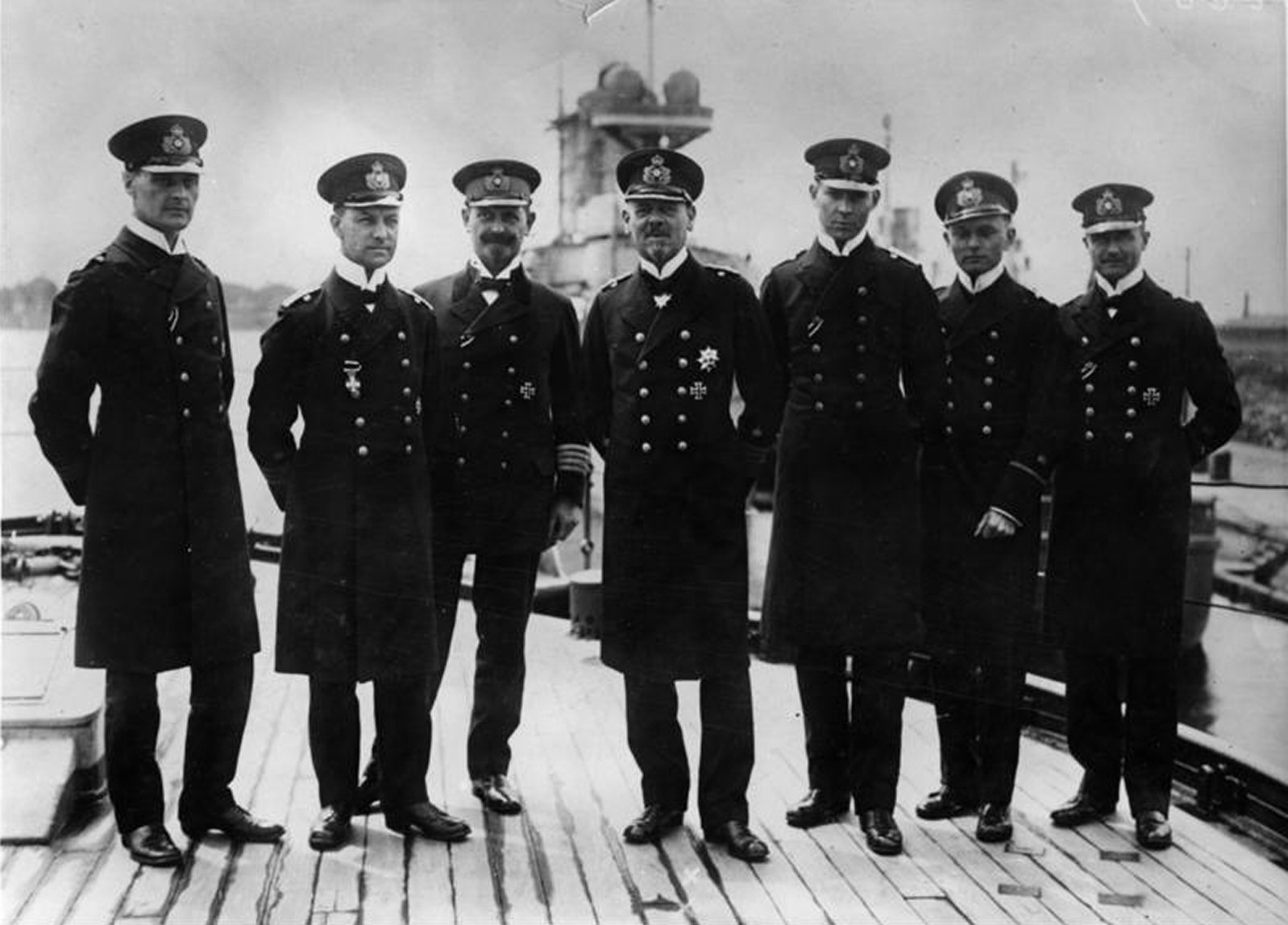
Gottfried Hansen, Nachfolger Frießners als Vorsitzender des VdS; hier (Zweiter von rechts) im Stab von Vizeadmiral Hipper (Mitte), 1916

Der Verband deutscher Soldaten e. V. (VdS) war ein 1951 gegründeter Zusammenschluss ehemaliger Berufssoldaten. Er diente der Traditions- und Kameradschaftspflege, Amnestierung von wegen Kriegsverbrechen verurteilter Angehöriger der Wehrmacht, deren Rehabilitierung und der sonstigen Interessenvertretung ehemaliger Berufssoldaten, hauptsächlich deren beruflicher Wiedereingliederung und Erlangung voller Versorgungsansprüche. Nachdem die Bundeswehr 2004 nicht nur jede Zusammenarbeit mit dem VdS untersagt, sondern auch ein Kontaktverbot zu ihm verhängt hatte, verschwand er sukzessive in der Bedeutungslosigkeit und ist seit 2016 aufgelöst.

## Gründung und Vorsitzende
Der Verein wurde im September 1951 mit Unterstützung der Bundesregierung Adenauer gegründet, konkret von deren Amt Blank, das den Aufbau der Bundeswehr vorbereitete. In den Monaten davor hatte sich die Agitation verschiedener Soldatenverbände radikalisiert. Ehemalige Wehrmachtsoffiziere hatten sich zunehmend in subversiv arbeitenden Gruppen zusammengeschlossen und beschäftigten sich mit Denkmodellen für einen möglichen Krieg gegen die Sowjetunion oder eigenständigen politischen Programmen jenseits der politischen Parteien. Dem wollte die Bundesregierung durch Förderung einer Dachvereinigung mäßigend entgegenwirken. Die Zielvorstellung des Amts Blank war es, einen einigermaßen homogenen Verband zur Beeinflussung der öffentlichen Meinung in Richtung Wiederbewaffnung zu gewinnen, der von ihm kontrolliert werden konnte. Dieser neue Verband sollte sich zwar in der Ost-West-Frage, die im Kalten Krieg wieder an Schärfe zunahm, positionieren, ansonsten aber aus der Politik heraushalten.
Erster Vorsitzender wurde im September 1951 der ehemalige Generaloberst der Wehrmacht Johannes Frießner. Das Amt Blank konnte, trotz seines Bemühens um mäßigenden Einfluss auf ehemalige Wehrmachtsgeneräle, der Bestimmung Frießners zum Vorsitzenden dieses „Dachverbandes der Soldatenverbände“ nichts entgegensetzen, obwohl es Frießner „offensichtlich in seiner exponierten Stellung an politischem Fingerspitzengefühl fehlte“. Er musste noch im selben Jahr zurücktreten, nachdem er zum einen den Überfall auf Polen als „legitime Handlung zum Schutz der Volksdeutschen in Polen“ gerechtfertigt und zum anderen eine Ehrenerklärung für die – so Frießner – „anständig kämpfende Waffen-SS“ mit der Abqualifizierung der Offiziere des militärischen Widerstandes vom 20. Juli 1944 verbunden hatte. Mit dem Attentat auf Hitler habe man eine „vom soldatischen Standpunkt aus“ abzulehnende Methode, nämlich „den politischen Mord“, gewählt. Frießners Nachfolger wurde bis 1956 Admiral a. D. Gottfried Hansen. Ihm folgten als Vorsitzende die ehemaligen Wehrmachtsgeneräle General der Infanterie a. D. Kurt von Tippelskirch (ab September 1956), General der Panzertruppen a. D. Adolf-Friedrich Kuntzen (ab Oktober 1957), Generaloberst a. D. Hans von Salmuth (ab September 1958), dann die Generäle der Bundeswehr Generalleutnant der Bundeswehr a. D. Gerhard Matzky (ab Dezember 1962), Generalmajor a. D. Johannes Müller (ab März 1979) und der promovierte Jurist und Generalmajor a. D. Jürgen Schreiber von 1987 bis 2001.

## Funktion als Dachorganisation und Programmatik
Dem Verband als Dachorganisation gehörten Traditionsverbände größerer Truppenteile, unter anderen der Verband Deutsches Afrika-Korps, die Traditionsgemeinschaft Großdeutschland und die Hilfsgemeinschaft auf Gegenseitigkeit der Angehörigen der ehemaligen Waffen-SS (HIAG) an. Vorgängerorganisationen, die im VdS aufgingen, waren der Bund versorgungsberechtigter ehemaliger Wehrmachtsangehöriger und ihrer Hinterbliebenen (BvW) und der Schutz-Bund ehemaliger Deutscher Soldaten (B.D.S.). Publizistisches Organ des VdS war die Zeitschrift Soldat im Volk.
Der Verband führte gemeinsame Veranstaltungen ehemaliger Kriegsteilnehmer zum Zwecke der Kameradschaftspflege sowie Gedenkveranstaltungen für gefallene Soldaten durch. Interessenpolitisch engagierten sich der VdS und seine Mitgliedsorganisationen für die Rehabilitierung ehemaliger Wehrmachtssoldaten und die Traditionspflege der Waffen-SS im Sinne einer gesellschaftlichen und juristischen Wahrnehmung als angeblich normale Soldaten mit vollen Versorgungsansprüchen. Auch die Soldaten der Waffen-SS sollten in den Genuss der Regelungen des sogenannten 131er-Gesetzes kommen, seien sie doch, so im August 1953 der ehemalige General der Panzertruppe und Landesvorsitzende des VdS Niedersachsen, Traugott Herr, unbelastet, hätten als „Frontsoldaten, genau wie jeder andere Soldat ihre Pflicht getan“ und würden nun, nur weil sie „durch Tapferkeit vor dem Feinde in höhere Dienstgrade befördert wurde[n]“, beruflich benachteiligt.
Die grundsätzliche Linie in dieser Frage hatte schon im April 1952 der damalige VdS-Vorsitzende Gottfried Hansen vorgegeben, als er im April 1952 in einem offenen Brief an den späteren Präsidenten der Vereinigten Staaten General Dwight D. Eisenhower, damals noch Oberkommandierender der NATO-Streitkräfte in Europa, eine Generalamnestie für alle als Kriegsverbrecher verurteilten Angehörigen der Wehrmacht forderte und im Mai desselben Jahres von Bundeskanzler Konrad Adenauer verlangte: „Kämpfen Sie für eine diese Frage allein lösende Amnestie“. Die Interessenpolitik des VdS erzielte sowohl hinsichtlich der vorzeitigen Entlassung von als Kriegsverbrechern verurteilten Wehrmachtsoffizieren als auch der Erlangung voller Versorgungsansprüche der ehemaligen Berufssoldaten Erfolge, die ihm einen Teil seiner vergangenheits- und sozialpolitischen Agenda nahmen, so dass der VdS nun „Opfer seines eigenen Erfolgs“ wurde. Dem Militärhistoriker Jörg Echternkamp zufolge wurde der VdS in den 1950er Jahren zu Recht als eine der maßgeblichen „Pressure Groups“ wahrgenommen, welche nach außen die sozialen Interessen der Soldaten durchsetzte und nach innen durch „Wiederbelebung der alten Kameradschaft“ Selbsthilfe förderte.
Mit dem 1956 gegründeten Deutschen BundeswehrVerband e. V. (DBwV), der im Unterschied zum VdS mehr die aktiven Soldaten als Zielgruppe im Fokus hatte, wurde im Oktober 1956 die Vereinbarung getroffen, dass beide Verbände „unter Wahrung ihrer Selbständigkeit eine Arbeitsgemeinschaft“ bilden sollten. In der schriftlichen, von den Vorsitzenden von Tippelskirch (VdS) und Molinari (DBwV) unterzeichneten Vereinbarung wurde festgehalten: „Der VdS empfiehlt seinen in der Bundeswehr befindlichen Mitgliedern dem Bundeswehr-Verband beizutreten“ und umgekehrt: „Der Bundeswehr-Verband empfiehlt seinen Mitgliedern, nach ihrem Ausscheiden aus der Bundeswehr, dem VdS beizutreten.“ Beide Verbände kooperierten auch in Fragen der Versorgung betreuungs- und pflegebedürftiger Veteranen. So wurde z. B. ein gemeinsames „Veteranenheim“ eingerichtet. Die Zusammenarbeit mündete 1972 in einen „Partnerschaftsvertrag“, der 1974 durch einen „Unterbringungsvertrag“ ergänzt wurde. Die real zunehmende Konkurrenz der beiden Soldatenverbände schlug jedoch bei den neu in die Bundeswehr eingetretenen, jüngeren Soldaten zugunsten des Bundeswehrverbandes durch, dessen Freizeitangeboten der VdS wenig entgegenzusetzen hatte.

## Vergangenheitspolitische Akzentuierungen ab den 1980er Jahren
Gleichwohl konnte der Verband bis in die 1980er noch größere Veranstaltungen organisieren und kämpfte vehement gegen die vermeintliche Diffamierung von Wehrmachtssoldaten. So begriff man nach eigenen Angaben die zunehmende Zahl der Kriegsdienstverweigerer in Deutschland als ein das Soldatentum delegitimierendes Phänomen, das man von Verbandsseite mit „Angriffen gegen den Soldaten schlechthin“ in Verbindung brachte. Der VdS bekämpfte die angebliche Umfunktionierung von Gedenktagen wie etwa zur Schlacht von Stalingrad als erinnerungspolitische Maßnahme der Siegermächte des Zweiten Weltkriegs, deren Perspektive von den deutschen Medien übernommen würde, und intervenierte bei den Verantwortlichen der öffentlich-rechtlichen Fernsehsender gegen die Ausstrahlung des sowjetisch-amerikanischen Films Der unvergessene Krieg, der den Vernichtungskrieg im Unternehmen Barbarossa 1941–1945 einem großen Publikum vor Augen brachte. Wenigstens habe man, so die Verbandspublikation Soldat im Volk, die Verantwortlichen noch dazu bringen können, „Kriegsteilnehmer zu Wort kommen“ zu lassen, die „einiges geraderücken konnten“.
Als besonders gefährlich betrachtete man seitens der Verbandsspitze eine kritische Militärgeschichtsschreibung, wie sie unter dem ehemaligen leitenden Historiker des Militärgeschichtlichen Forschungsamtes der Bundeswehr, Manfred Messerschmidt, betrieben wurde. So wurde die von Messerschmidt zusammen mit Fritz Wüllner verfasste grundlegende Studie zur Rolle der Wehrmachtsjustiz im Nationalsozialismus 1987 vom damaligen VdS-Vorsitzenden Jürgen Schreiber als „eines jener Machwerke“ bezeichnet, „die in ihrer haßerfüllten Einseitigkeit nicht ernst genommen werden sollten“. Und noch 1996 erklärte Schreiber, neun Jahre später noch immer Vorsitzender des VdS, Messerschmidt zum „Vortragsreisende[n] in Sachen Wehrmachtsverleumdung“.

## Bedeutungsverlust ab 2004
Einer schwindenden Mitgliederzahl und Bedeutung des Verbandes folgten zunehmende Radikalisierungstendenzen. Die wichtigste Unterorganisation des VdS, die HIAG als Interessenvertretung der Angehörigen der ehemaligen Waffen-SS, beschloss 1992 ihre Selbstauflösung.
Nachdem die Bundeswehr sich 2004 nicht nur vom VdS distanziert, sondern auch jede Zusammenarbeit mit dem Verband untersagt hatte, um – so die Bundesregierung in einer Antwort auf eine parlamentarische Anfrage 2012 – zu zeigen, dass sie „extremistischen Tendenzen mit Entschiedenheit“ begegne, verschwand der VdS allmählich in der Bedeutungslosigkeit. VdS-Vorsitzender zum Zeitpunkt des von der Bundeswehr verhängten Kontaktverbots war der Oberstleutnant a. D. Max Klaar. Landesverbände des VdS lösten sich auf.
Vorausgegangen war dem von der Bundeswehr verhängten Kontaktverbot mit dem VdS ein 2003 im VdS-Organ Soldat im Volk abgedruckter zweiteiliger Artikel Unternehmen Barbarossa – Die Generäle vereitelten die Strategie von Richard Tedor, dem ehemaligen stellvertretenden Vorsitzenden der Nationalsozialistischen Partei der USA. Kernaussage des Artikels von Tedor war die Behauptung, Deutschland hätte den Krieg gegen die Sowjetunion gewonnen, wenn sich Hitlers Strategie gegen diejenige der Generäle durchgesetzt hätte. Das Bundesverfassungsgericht wies 2014 eine Verfassungsbeschwerde gegen die Entscheidung des Bundesministers der Verteidigung vom 16. Februar 2004 für ein Kontaktverbot mit dem VdS zurück. Der VdS blieb in seinen letzten Jahren ohne Einfluss oder reale Bedeutung. Laut Eintrag vom 24. Oktober 2016 im Vereinsregister des Amtsgerichts Bonn ist er inzwischen aufgelöst.